# Эссекс (округ, Вермонт)
Эссекс (англ. Essex County) — один 14 округов на северо-востоке Вермонта. Административный центр — Гилдхолл.
Согласно мирному договору 1783 года, территория Вермонта и Квебека была разделена по 45° северной широты. Сам округ Эссекс был образован из округа Ориндж 1792 году, получив название в честь английского графства.
Население — 6459 человек (2000), что делает Эссекс наименее населённым округом штата. 96,56 % жителей — белые, 25,60 % — младше 18 лет, 15,20 % — старше 65. За чертой бедности проживает 13,70 % населения. Средний заработок жителей округа — самый низкий в Вермонте.
33,8 % населения имеют французское или франкоканадское происхождение, однако лишь для 8,87 % жителей французский является родным языком.
Несмотря на то, что Вермонт традиционно поддерживает демократов, в 2004 году жители Эссекса поддержали Дж. Буша.